# Białka konserwowane ewolucyjnie
Białka konserwowane ewolucyjnie są to takie białka, które niewiele zmieniają się w ciągu ewolucji. 
Zmiana struktury białka to zmiana sekwencji tworzących je aminokwasów i związana z tym zmiana przestrzennej struktury białka. Do najwolniej ewoluujących białek należą histony rdzeniowe, które, wraz z oplatającą je nicią chromosomowego DNA, tworzą nukleosomy). Mutacja  genu kodującego histony jest najczęściej letalna (zabójcza) dla zmutowanej w ten sposób komórki. 
Konserwatywne są także białka obu podjednostek rybosomów. Natomiast białka regulacyjne, kierujące transkrypcją mRNA, białka tworzące receptory regulacyjne na powierzchni błony komórkowej, zmieniają się relatywnie szybko wpływając na morfogenezę, czyli zmienność gatunkową. Im dane białko uczestniczy w bardziej elementarnych dla życia funkcjach tym jest bardziej konserwatywne ewolucyjnie. 
Analiza sekwencji aminokwasów białek konserwatywnych jest stosowana w paleontologii molekularnej do ustalania ewolucyjnej kolejności pojawia się określonych gatunków przez dokonywanie ocen pokrewieństwa białek konserwatywnych pochodzących z różnych gatunków roślin i zwierząt, zarówno istniejących współcześnie jak i kopalnych. Białko często zachowuje się lepiej niż DNA. Znajomość na ile dane białka są konserwatywne ewolucyjnie może być więc wykorzystana do określania pokrewieństwa ewolucyjnego zachowanych próbek. W przypadku porównywania współcześnie żywych odgałęzień ewolucji lepsze rezultaty osiąga się porównując sekwencje DNA.